# كأس الإنتركونتيننتال 1998
كأس الإنتركونتيننتال 1998 جمعت نسخة عام 1998 في بطولة كأس الإنتركونتيننتال بطل دوري أبطال أوروبا لموسم 1997-98 نادي ريال مدريد الإسباني مع بطل كأس ليبرتادوريس سنة 1998 نادي فاسكو دا غاما البرازيلي على الملعب الأولمبي الوطني في العاصمة اليابانية طوكيو ، وحقق ريال مدريد اللقب بعد الفوز بنتيجة 2-1 .

## التفاصيل
| ريال مدريد                                       | 2–1 | فاسكو دا غاما                       |
| ------------------------------------------------ | --- | ----------------------------------- |
| ناسا 25'بالخطأ · راؤول 83' · المدرب · غوس هيدينك |     | جونينهو 56' · المدرب · أنتونيو لوبس |

| ريال مدريد | فاسكو دا غاما |